# Daniel Antônio de Oliveira
Daniel Antônio de Oliveira (Rio Paranaíba, 28 de maio de 1941) é um advogado, professor e político brasileiro que foi prefeito de Goiânia entre 1986 e 1989.

## Biografia
Filho de Geraldo Antônio de Oliveira e Ana Maria de Jesus. Professor do Ateneu Dom Bosco e do Colégio Rodrigues Alves, estreou na vida política como líder estudantil na Universidade Católica de Goiás onde bacharelou-se em Direito (1974). Eleito vereador em Goiânia em 1976 pelo MDB, chegou a ser prefeito interino da cidade na qualidade de presidente da Câmara Municipal. Nas eleições de 1982 conquistou um mandato de deputado estadual pelo PMDB e em 1985 foi eleito prefeito de Goiânia. Sua gestão como alcaide viveu momentos delicados como o suicídio do vice-prefeito Pedro Ludovico em fevereiro de 1987 e a intervenção que o afastou do cargo por quase metade do mandato e o fez romper com o governador Henrique Santillo. Diante da ausência de provas foi reintegrado ao posto por decisão judicial. Retornou à política em 1996 quando foi eleito vereador em Goiânia pelo PST.